# Charles-François Lebrun, duc de Plaisance

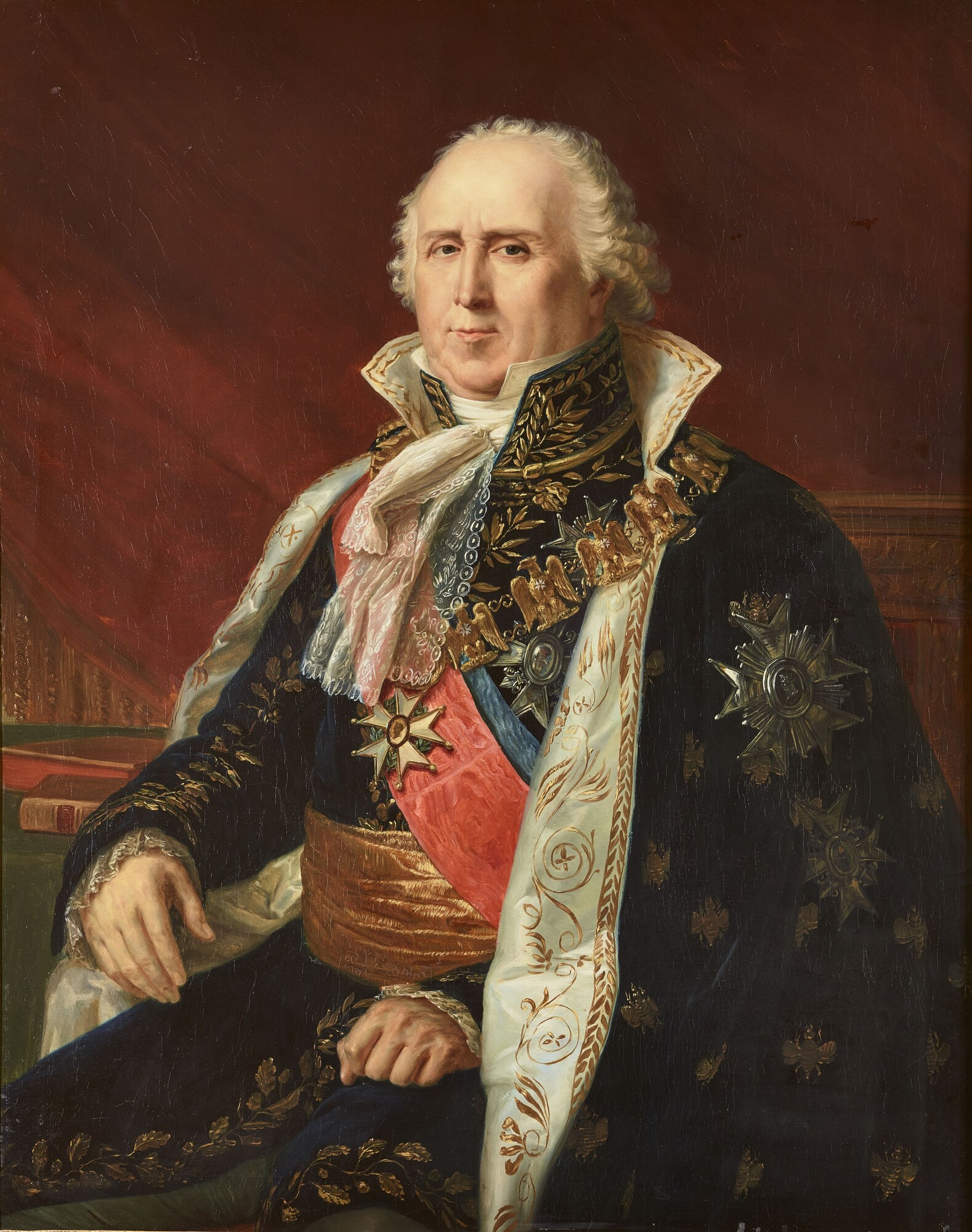
Charles-François Lebrun. Porträt von Robert Lefèvre, 1807

Charles-François Lebrun (* 19. März 1739 in Saint-Sauveur-Lendelin bei Coutances (Département Manche); † 16. Juni 1824 in Sainte-Mesme bei Dourdan (Département Yvelines)) war ein französischer Staatsmann. Er wurde nach Napoleons Staatsstreich 1799 Dritter Konsul, nach Napoleons Erhebung zum Kaiser  1804 als Erzschatzmeister (architrésorier) einer der Großwürdenträger des Französischen Kaiserreichs sowie 1808 duc de Plaisance (Herzog von Piacenza) in der noblesse impériale. Ferner fungierte er 1805–06 als Generalgouverneur der Ligurischen Republik und 1810–13 als solcher des mit Frankreich vereinigten Holland.

## Leben

### Frühes Leben
Charles-François Lebrun stammte aus einer bretonischen Familie, besuchte das Collége in Coutances, dann das der Grassins in Paris und erlernte nahezu perfekt die lateinische, griechische, italienische, englische und spanische Sprache, die er alle gleichermaßen beherrschte. Er las sehr viel und erwarb sich große Kenntnisse, beschäftigte sich insbesondere mit dem öffentlichen Recht und schätzte Montesquieus De l’Esprit des lois sehr. Zur Erweiterung seines Horizonts trugen wesentlich die Reisen bei, die er nach Holland und England unternahm. Die Einrichtungen in diesen Ländern gefielen ihm sehr, er lernte viel und kam bedeutend gereift 1762 nach Paris zurück.
Lebrun wollte Advokat werden, hörte juristische Vorlesungen und wurde vom Professor Lorry dem ersten Parlamentspräsidenten Maupeou als geeignet empfohlen, die juristischen Studien seines ältesten Sohnes zu leiten. In der Folge wurde er Erzieher der Kinder Maupeous. Rasch bildete sich ein engeres Verhältnis zwischen Lebrun und Maupeou. Dieser sann auf Reformen in der Administration des Justizwesens und beriet sich darüber mit Lebrun, dessen Kenntnisse und Talente ihn derart beeindruckten, dass er ihn seine Reden und Schriften redigieren ließ, ohne dass Lebrun je sein Sekretär geworden wäre. Obwohl Lebrun keine Neigung zu dem Amt hatte, verschaffte ihm Maupeou 1766 jenes eines königlichen Zensors, und Lebrun suchte in dieser Stellung stets gerecht und schonend vorzugehen.
Als Maupeou Kanzler wurde, stieg Lebrun 1768 zum Rentmeister und bald zum Generalinspektor der Krondomänen empor; tatsächlich war er Maupeous Kanzleidirektor und König Ludwig XV. rief einmal aus: „Was sollte Maupeou ohne Lebrun machen?“ Lebrun war der Verfasser von Maupeous berühmten Reden, beteiligte sich auch an dessen Streit mit den Parlamenten und ließ dabei mehrere Flugschriften im Interesse des Hofs erscheinen.
Nach seiner Thronbesteigung stürzte Ludwig XVI. Maupeou, und Lebrun trat mit ihm am 24. August 1774 ab. Er hatte am 15. Juni 1773 eine reiche Dame, Anne Delagoutte (* 1755; † 1800), geheiratet, und konnte unabhängig leben; einflussreiche Personen gewährten ihm Protektion, er genoss große Achtung und brauchte nicht die Unterstützung des Hofes. Auf dem neuerworbenen Gut Grillon bei Dourdan widmete er sich 15 Jahre seinen Studien. Ohne Namensnennung publizierte er 1774 in Paris eine französische Übersetzung von Torquato Tassos Gerusalemme liberata („Befreites Jerusalem“), die so beim Publikum ankam, dass sie Rousseau zugeschrieben wurde, und 1776 eine dreibändige Übersetzung von Homers Ilias. Beide Werke wurden wiederholt aufgelegt und 1809 folgte ihnen die Übersetzung von Homers Odyssee. Mit seltener Meisterschaft hat Lebrun in diesen drei Übersetzungen seine Muttersprache gehandhabt.

### Rolle während der Französischen Revolution
Die Französische Revolution von 1789 rief Lebrun ins öffentliche Leben zurück. Seine kurz vor dem Ausbruch der Revolution publizierte Schrift La Voix du Citoyen (1789 und 1804) erregte viel Aufsehen, bekundete sein reiches Wissen und sagte prophetisch mancherlei vorher, was mit der Zeit eintraf. Das Amt Dourdan sendete Lebrun als Deputierten des Dritten Standes in die Generalstände. Hier erstrebte er aufrichtig die Abstellung der Missbräuche und ein Regiment, das den modernen Anforderungen Rechnung zu tragen gewillt und fähig sei; sein Ziel war eine kräftige, geregelte Regierung auf Grundlage guter Gesetze. In der Konstituierenden Nationalversammlung zählte er zu den Konstitutionellen, zeigte sich gemäßigt und ergriff gewöhnlich bei Finanz- und Verwaltungsfragen mit großer Sachkenntnis das Wort. Aber er bestieg die Tribüne nur, wenn es sich um wirklich bedeutsame Fragen handelte. Er sprach über die Güter der Geistlichkeit und widersetzte sich der Einführung von Papiergeld wie der Abhaltung von Lotterien. Am meisten glänzte er aber bei den Diskussionen der Ausschüsse, die ihn gern zum Organ wählten, und bereitwillig unterzog er sich der gewaltigen Aufgabe, Berichterstatter und Verfasser fast aller Finanzgesetze zu sein. Seine Reden galten als Muster von Klarheit und Scharfsinn.
Wie Lebrun die britischen Institutionen seit seinen Reisen bewunderte, so trat er auch von Anfang an für die Einführung des Zweikammersystems in dieser neuen Ära der französischen Geschichte ein. Nach Auflösung der Konstituante 1791 wurde er Präsident des Verwaltungsrats des Départements Seine-et-Oise und unterdrückte hier 1792 durch energische Maßnahmen gefährliche Unordnungen. Nach dem Tuileriensturm vom 10. August 1792 entsagte er aller öffentlichen Tätigkeit und zog sich auf das Land zurück. Aber Ankläger verfolgten ihn dorthin, er wurde im September 1793 verhaftet und in Versailles eingesperrt. Auf Verwendung eines Volksrepräsentanten wurde er zwar freigelassen, aber nur unter Polizeiaufsicht seiner Familie zurückgegeben. Am 16. Juli 1794 wurde er erneut ins Gefängnis nach Versailles gebracht und entging nur durch den kurz danach am 27. Juli erfolgten Sturz Robespierres der Guillotine.
Anfang 1795 übernahm Lebrun wieder das Präsidium im Département Seine-et-Oise. Im Oktober 1795 wurde er für dieses Département Mitglied des Rates der Alten  (Conseil des Anciens) und am 20. Februar 1796 dessen Präsident, in welcher Würde ihm Portalis folgte. Er erwarb sich in diesem Gremium rasch allgemeine Achtung, trat tatkräftig zugunsten der Verwandten der Emigranten ein, bekämpfte die Zwangsanleihen und verfasste fast alle Berichte über die Gesetze aus dem Bereich der staatlichen Ökonomie. 1799 wurde er wieder in den Rat der Alten gewählt. Während der ehemalige Höfling für einen Royalisten gehalten wurde, erblickte Lebrun in Napoleon Bonaparte den einzigen Retter Frankreichs und begeisterte sich für ihn, ohne an den Vorbereitungen von dessen Staatsstreich des 18. Brumaire VIII (9. November 1799) und dem damit verbundenen Sturz des Direktoriums Anteil zu nehmen.

### Laufbahn unter Napoleon
Napoleon wurde nun Erster Konsul der Republik und errichtete eine autoritäre Konsulatsverfassung. Er berief Jean-Jacques Régis de Cambacérès zum Zweiten und Lebrun zum Dritten Konsul. Daraufhin bezog Lebrun mit seinen beiden Konsulatskollegen die Tuilerien. Er sollte die Verwaltungstraditionen des Ancien Régime in der neuen Administration vertreten. Anfangs trug er Bedenken, das Konsulat anzunehmen, ließ sich aber schließlich von Napoleon dazu überreden. Seine Geschichtskenntnis war für den Ersten Konsul sehr wertvoll und er verwendete Lebrun in erster Linie bei der Reorganisation der Finanzen und in der inneren Verwaltung. 1803 wurde Lebrun Mitglied der Académie des Inscriptions et Belles-Lettres.

Lebrun bekleidete als architrésorier das Amt eines Großwürdenträgers des Kaiserreichs, erhielt von Napoleon einen Adelstitel als duc de Plaisance und war zudem Großkreuz-Ritter der Ehrenlegion. Sein nach den Regeln der napoleonischen Heraldik gestaltetes Wappen zeigte im blauen Schildhaupt daher die Bienen der Großwürdenträger aus den Reihen der ducs de l'Empire.

Nachdem Napoleon Kaiser geworden war, beließ er Lebrun die oberste Leitung der Finanzen und ernannte ihn im Mai 1804 als Erzschatzmeister (architrésorier) zu einem Großwürdenträger des Französischen Kaiserreichs mit dem Rang eines Prinzen und der Anrede „Hochfürstliche Durchlaucht“. Lebrun trug wesentlich zur Einführung des Rechnungshofs bei. Im Juni 1805 wurde die Ligurische Republik mit Frankreich vereinigt, und Napoleon sandte Lebrun dorthin, um die Stimmung zu gewinnen und das Aufgehen des Staats im Kaiserreich anzubahnen. Lebrun blieb ein Jahr als Generalgouverneur in Genua, leistete Napoleon wertvolle Dienste und die Genuesen sahen ihn 1806 ungern scheiden. 1808 nahm Lebrun, obwohl er sich im Rat gegen die Schaffung einer neuen Aristokratie ausgesprochen hatte, den ihm von Napoleon in der noblesse impériale verliehenen Titel eines duc de Plaisance (Herzogs von Piacenza) an, wenn er dies auch nur widerwillig tat.
Napoleon wollte das Tribunat, das ihm unangenehm wurde, abschaffen; Lebrun verteidigte es als einen Teil der Konstitution, ohne sich von Napoleon einschüchtern zu lassen, und fiel in Ungnade. Bis 1810 nahm er nur wenig Anteil an den Staatsgeschäften. Dann sandte ihn der Kaiser nach Holland, das er nach der Abdankung Louis Bonapartes im Juli 1810 mit Frankreich vereinigt hatte. Der Herzog ging dorthin als Generalgouverneur im Range eines Großwürdenträgers und der Kaiser wies ihn an, sich nicht um den Unmut der Holländer zu kümmern. Lebrun gab sich aber viel Mühe, sie zu versöhnen, hegte die besten Intentionen, war unermüdlich tätig und suchte die Härte von Napoleons Maßregeln nach Kräften zu mildern, Hollands Wohlstand zu heben, Handel und Schifffahrt neu zu beleben. Trotzdem konnte der Herzog die Holländer nicht versöhnen. Der russische Feldzug Napoleons kostete inzwischen seinem zweiten Sohn Alexandre, dem Obersten eines Lanzierregiments, am 24. November 1812 das Leben. 1813 drangen die Alliierten in Holland ein, die Nation erhob sich gegen Frankreich, eine Deputation bat Lebrun, das Land zu verlassen, und er räumte Amsterdam am 18. November 1813. Nach seiner Rückkehr nach Paris lebte Lebrun ruhig, zeigte sich dem Kaiser weiter treu ergeben und sprach sich im März 1814 gegen die Abreise der Kaiserin-Regentin Marie-Louise von Paris aus.

### Späteres Leben und Tod
Lebrun blieb der Senatsakte fern,  die Napoleons Absetzung aussprach, erklärte sich aber nach dessen Abdankung für die Restauration des Hauses Bourbon. Er erwies den Bourbonen als außerordentlicher Kommissar zu Caen große Dienste und wurde dafür am 4. Juni 1814 von König Ludwig XVIII. zum Pair von Frankreich ernannt. 
Als Napoleon während der Herrschaft der Hundert Tage in Frankreich an die Macht zurückkehrte, nahm der Herzog 1815 das Amt des Großmeisters der Universität von Paris von ihm an und verwaltete es erfolgreich. 

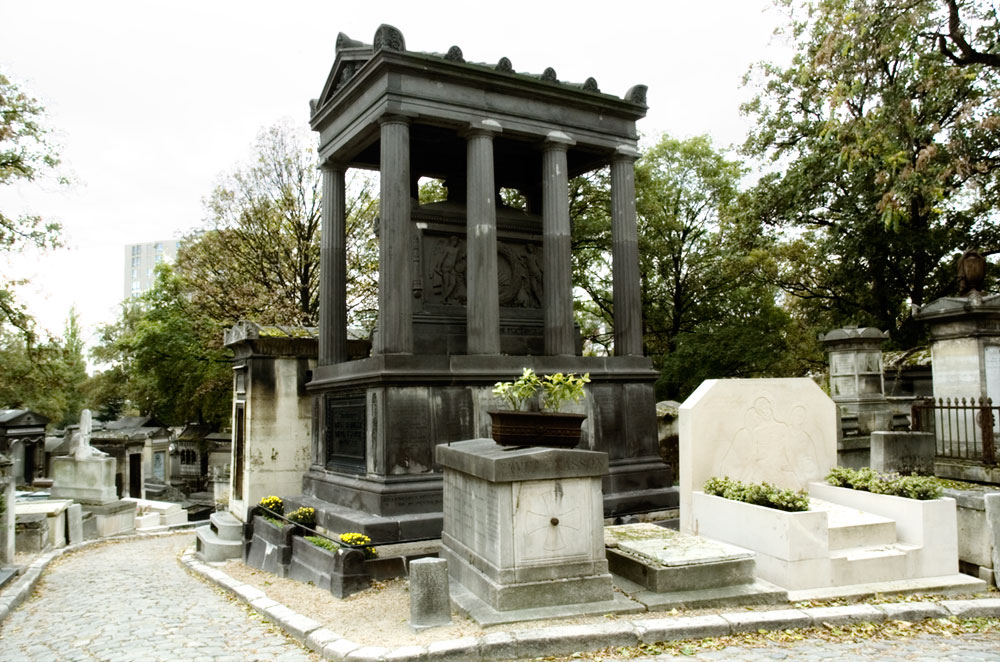
Grab Lebruns auf dem Friedhof Père-Lachaise in Paris

Nach Napoleons endgültigem Sturz und der erneuten Regierungsübernahme Ludwigs XVIII. strich dieser Lebrun deshalb von der Liste der Pairs. Der damals bereits in fortgeschrittenem Alter stehende Lebrun verlor alles Ansehen und wurde erst im März 1819 durch eine königliche Anordnung wieder in die Pairskammer berufen, wo er zur konstitutionellen Partei hielt und  bei der Einrichtung des Rats für die Gefängnisse dem Herzog von Angoulême weise Ratschläge erteilte. Hauptsächlich aber widmete er sich ernsten Studien, wozu ihn seine immer noch vorhandene große Geistesfrische befähigte.
Lebrun starb am 16. Juni 1824 im Alter von 85 Jahren in seinem Sommeraufenthalt, seinem Schloss Sainte-Mesme bei Dourdan. Er wurde auf dem Friedhof Père-Lachaise beigesetzt. In Coutances wurde ihm 1847 ein Bronzestandbild errichtet. Sein Sohn Anne Charles Lebrun gab Opinions, rapports et choix d’écrits politiques de C. F. Lebrun mit einer biographischen Notiz (Paris 1829) heraus.